# Taurus (volleybalclub)
Taurus is een volleybalvereniging uit Houten, provincie Utrecht, Nederland.
In het seizoen 2010/2011 kwamen zowel het eerste mannen- als vrouwenteam uit in de A-League op het hoogste niveau. In het seizoen 2018/2019 speelt het eerste mannenteam in de Eredivisie, het eerste vrouwenteam in de 2e-divisie.
Mannen
In maart 2014 speelde het mannenteam voor het eerst in de finale van de nationale beker waarin werd verloren van Landstede Volleybal/VCZ, de latere landskampioen van het seizoen. Dit succes smaakte naar meer. Hoofdcoaches Hans Seubring en zijn opvolger Arjen Schimmel wisten het eerste mannenteam te ontwikkelen tot een zeer stabiele factor in de eredivisie die in staat was om als luis in de pels te fungeren van de topploegen. Onder de nieuwe coaches Erik Gras en zijn assistent Niels Plinck werd de volgende stap gezet waarin de ploeg zich ontwikkelde tot gevaarlijke subtopper. In 2018 volgde het voor de buitenwacht onverwachte hoogtepunt. Voor de tweede keer werd de bekerfinale bereikt. Op zondag 18 februari was in Hoogeveen de landskampioen van 2016 en 2017 en bekerwinnaar in 2016 alsmede de winnaar van de reguliere competitie in 2018 Abiant Lycurgus de opponent. Middels een 3-2 overwinning veroverde Taurus de beker.

## Erelijst
| Competitie          | Mannen | Vrouwen |
| ------------------- | ------ | ------- |
| Bekerwinnaar        | 2018   |         |
| Kampioen Topdivisie |        | 2015    |